# Lechia Gdańsk w sezonie 1946/1947
Sezon 1946/1947 to 3. sezon w historii Lechii Gdańsk.

## Klasa A
Początkowo mistrzem okręgu został Grom Gdynia, ale ostatecznie Gdański OZPN przyznał ten tytuł Lechii Gdańsk.

## Eliminacje do I ligi
W eliminacjach do I ligi Lechia zmierzyła się z drużynami HCP Poznań, MKS Szczecin, Polonia Bydgoszcz.

### Tabela
| Lp. | Drużyna           | M | Z | R | P | Bramki | Bramki | Różn. | Pkt. | Uwagi                  |
| --- | ----------------- | - | - | - | - | ------ | ------ | ----- | ---- | ---------------------- |
| 1   | Lechia Gdańsk (B) | 6 | 5 | 0 | 1 | 22     | 9      | +13   | 10   | Awans do gr. finałowej |
| 2   | HCP Poznań        | 6 | 3 | 2 | 1 | 10     | 11     | -1    | 8    |                        |
| 3   | MKS Szczecin      | 6 | 1 | 2 | 3 | 9      | 15     | -6    | 4    |                        |
| 4   | Polonia Bydgoszcz | 6 | 0 | 2 | 4 | 7      | 13     | -6    | 2    |                        |

- W pierwszej kolejce w meczu z Polonią wystąpił Grom Gdynia[3], ale wynik meczu został anulowany po tym jak ostatecznie przyznano tytuł mistrza okręgu Lechii[2].

### Wyniki
| Lp. | Wyniki            | LEC | HCP | MKS | POL |
| --- | ----------------- | --- | --- | --- | --- |
| 1   | Lechia Gdańsk     | X   | 6:0 | 3:2 | 1:0 |
| 2   | HCP Poznań        | 5:2 | X   | 1:1 | 1:1 |
| 3   | MKS Szczecin      | 1:6 | 0:1 | X   | 2:2 |
| 4   | Polonia Bydgoszcz | 1:4 | 1:2 | 2:3 | X   |

## Grupa Finałowa

### Tabela
| Lp. | Drużyna             | M | Z | R | P | Bramki | Bramki | Różn. | Pkt. | Uwagi         |
| --- | ------------------- | - | - | - | - | ------ | ------ | ----- | ---- | ------------- |
| 1   | Ruch Chorzów (A)    | 8 | 6 | 0 | 2 | 31     | 11     | +20   | 12   | Awans do Ligi |
| 2   | Legia Warszawa (A)  | 8 | 5 | 1 | 2 | 29     | 15     | +14   | 11   | Awans do Ligi |
| 3   | Tarnovia Tarnów (A) | 8 | 4 | 0 | 4 | 19     | 20     | -1    | 8    | Awans do Ligi |
| 4   | Widzew Łódź (Ap)    | 8 | 2 | 2 | 4 | 12     | 31     | -19   | 6    | Awans do Ligi |
| 5   | Lechia Gdańsk       | 8 | 1 | 1 | 6 | 8      | 22     | -14   | 3    |               |

- (Ap) Widzew Łódź uzyskał awans już po zakończeniu rozgrywek, gdy PZPN zadecydował o powiększeniu I ligi do 14 zespołów.

### Wyniki
| Lp. | Wyniki          | RUC  | LEG | TAR | WID | LEC |
| --- | --------------- | ---- | --- | --- | --- | --- |
| 1   | Ruch Chorzów    | X    | 3:2 | 0:1 | 9:1 | 4:1 |
| 2   | Legia Warszawa  | 3:0  | X   | 8:1 | 3:1 | 5:2 |
| 3   | Tarnovia Tarnów | 2:3  | 5:2 | X   | 2:0 | 4:0 |
| 4   | Widzew Łódź     | 1:11 | 2:2 | 4:3 | X   | 2:0 |
| 5   | Lechia Gdańsk   | 0:1  | 1:4 | 3:1 | 1:1 | X   |

## Bilans meczów
| Rozgrywki            | Mecze | Wygrane | Remisy | Przegrane | Bramki strzelone | Bramki stracone |
| -------------------- | ----- | ------- | ------ | --------- | ---------------- | --------------- |
| Eliminacje do I ligi | 6     | 5       | 0      | 1         | 22               | 9               |
| Grupa Finałowa       | 8     | 1       | 1      | 6         | 8                | 22              |
| Suma                 | 14    | 6       | 1      | 7         | 30               | 31              |